# ديفيد لانغ
ديفيد لانغ (بالإنجليزية: David Lang)‏ هو مهندس مدني وسياسي أمريكي، ولد في 9 مايو 1838 في الولايات المتحدة، وتوفي في 13 ديسمبر 1917. انتخب عضو مجلس نواب فلوريدا.